# Albertina Dias
Maria Albertina da Costa Dias (Miragaia, 26 de Abril de 1965) é uma ex-atleta portuguesa cuja especialidade era a corrida de fundo.
O seu treinador foi Bernardino Pereira.
Iniciou a sua carreira atlética no Boavista FC em 1983 onde esteve até 1990.
Em 1991 passa a correr pelo Maratona Clube da Maia, onde está até 2000 quando termina a sua carreira atlética.
Participou em 3 Jogos Olímpicos, em 1988 em Seoul na prova de 10000 metros onde obteve o 10º lugar, em 1992 em Barcelona na prova de 10000 metros onde obteve o 13º lugar e em 1996 em Atlanta na prova da maratona onde obteve o 26º lugar.
Participou em 3 Campeonatos do Mundo em 1991 em Tóquio na prova de 10000 metros onde desistiu na final, em 1993 em Estugarda na prova de 10000 metros onde obteve o 7º lugar e em 1995 em Gotemburgo na prova de 10000 metros onde desistiu na final.
Participou no Campeonato do Mundo em Pista Coberta em 1991 em Sevilha na prova de 3000 metros onde obteve o 4º lugar.
Participou nos Campeonatos Ibero-americanos de 1998 em Lisboa na prova de 5000 metros onde obteve o 4º lugar.
Participou em 7 Campeonatos Mundiais de Corta-Mato, com os destaques para, em 1990 em Aix-les-Bains onde obteve uma medalha de prata, em 1992 em Boston onde obteve a medalha de bronze e em 1993 em Amorebieta onde obteve a medalha de ouro.
Participou em 2 Campeonatos da Europa Corta Mato em 1996 em Charleroi onde obteve o 5º lugar e em 1998 em Ferrara onde obteve o 7º lugar.
Participou em 2 Campeonatos do Mundo de Meia Maratona em 1994 em Oslo onde obteve o 4º lugar e em 1998 em Uster onde obteve o 11º lugar.
No Campeonato Feminino do Mundo de Estrada ganhou quatro medalhas por equipas, uma de ouro em 1987, duas de prata em 1986 e 1989 e uma de bronze em 1988.
Foi galardoada com a Medalha Olímpica Nobre Guedes em 1993.

## Recordes Pessoais
- 800 metros: 2.07,9 (Maia - 1988)
- 1500 metros: 4.09,61 (Noisy-le-grand - 1991)
- 5000 metros: 15.05,12 (Hechtel - 1993)
- 10000 metros: 31.33,03 (Estugarda - 1993)
- maratona: 2.26.49 (Berlim - 1993)

### Provas não Olímpicas
- 3000 metros: 8.43,08 (1992)
- Meia maratona:1.08.55 (Grevenmacher - 1995)

## Palmarés
Campeonatos Nacionais
- 1 Campeonato Nacional 1500 metros (1992)
- 2 Campeonatos Nacionais 10000 metros (1993, 1995)
- 3 Campeonatos Nacionais de Corta-mato (1992 - 1993, 1995)

Jogos Olímpicos
- (Seul 1988) 10000 metros (10º lugar)
- (Barcelona 1992) 10000 metros (13º lugar)
- (Atlanta 1996) maratona (26º lugar)

Campeonatos do Mundo
- (Tóquio 1991) 10000 metros (desistiu)
- (Estugarda 1993) 10000 metros (7º lugar)
- (Gotemburgo 1995) 10000 metros (desistiu)

Campeonatos do Mundo em Pista Coberta
- (Sevilha 1991) 3000 metros (4º lugar)

Campeonatos Ibero-americanos
- (1998 - Lisboa) 5000 metros (4º lugar)

Campeonato Mundial de Corta-Mato
- (Stavanger 1989) (18º lugar)
- (Aix-les-Bains 1990) (Medalha de prata)
- (Antuérpia 1991) (6º lugar)
- (Boston 1992) (Medalha de bronze)
- (Amorebieta 1993) (Medalha de ouro)
- (Budapeste 1994) (5º lugar)
- (Durham 1995) (9º lugar)

Campeonato da Europa de Corta-Mato
- (1996 - Charleroi) (5º lugar)
- (1998 - Ferrara) (7º Lugar)

Campeonato Mundial de Meia Maratona
- (Oslo 1994) (4º lugar)
- (Uster 1998) (11º lugar)